# Obsidian Entertainment
Az Obsidian Entertainment amerikai videójáték-fejlesztő céget 2003-ban alapították, miután az Interplay bezárta a Black Isle Studiost. Személyi számítógépre és konzolokra egyaránt fejlesztenek. A vállalat vezetői nem cserélődtek az alapítás óta: Feargus Urquhart, Chris Parker, Darren Monahan, Chris Avellone és Chris Jones. 2005-ben csatlakozott a céghez Josh Sawyer, akit leginkább az Icewind Dale II vezető tervezőjeként ismernek.

## Történet
2006. március 23-án a bejelentenek egy teljesen új szerepjátékot, a kiadói teendőket SEGA látja el. Nem sokkal később új információk derültek ki a fejlesztésről: Alpha Protocol címmel fog megjelenni 2010. június 1-kén és a történet középpontjában egy Michael Thorton nevű kém áll.
2006. december 13-án, újabb bejelentésre kerül sor, amiben megerősítik, hogy az Alien filmsorozaton alapuló szerepjáték fejlesztésén is dolgoznak a SEGA gondozásában. Azonban ezt a projektet a kiadó később leállítja, illetve egy másik játék fejlesztését, ami Seven Dwarves munkacímen készült és szinte semmilyen információ nem került róla napvilágra. Az Alien RPG munkacímen futó fejlesztés leállításának okaira a mai napig nem derült fény.
2009. április 20-án a Bethesda Softworks bejelenti, hogy az Obsidianra bízza a következő új generációs Fallout rész, a Fallout: New Vegas elkészítését, ami végül 2010 októberében került a boltokba.
2010 februárjában a Red Eagle Games és az Obsidian egy közös játékot jelent be, ami a fantasy író Robert Jordan Az Idő Kereke című regénysorozatán alapul.
A 2010-es E3 rendezvényen a Square Enix megerősíti, hogy az Obsidian fejleszti a Dungeon Siege harmadik részét.
Jelenleg egy teljesen új, ismeretlen játék készítésén fáradoznak, a cég vezetője, Feargus Urquhart elmondása szerint, akik már látták játékot, csupa pozitív visszajelzést adtak.
2018. december 7-én a 2018-as The Game Awards keretein belül bejelentették a The Outer World néven debütáló játékukat.. A 2019-es E3-on, a Microsoft konferencián leleplezték a megjelenési dátumot is: 2019. október 25.

### Játékok
- Star Wars: Knights of the Old Republic II: The Sith Lords (2004) (Xbox, PC)
- Neverwinter Nights 2 (2006) (PC, Mac OS X)
- Neverwinter Nights 2: Mask of the Betrayer (2007) (PC)
- Neverwinter Nights 2: Storm of Zehir (2008) (PC)
- Alpha Protocol (2010) (PC, Xbox 360, PlayStation 3)
- Fallout: New Vegas (2010) (Windows, Xbox 360, PlayStation 3)
- Dungeon Siege III (2011) (Windows, Xbox 360, PlayStation 3)
- South Park: The Stick of Truth (2014) (Windows, Xbox 360, PlayStation 3)
- Pillars of Eternity (2014) (Windows, Mac OS X, Linux)
- The Outer Worlds (2019) (Windows, Xbox One, Playstation 4, Nintendo Switch, Xbox Cloud Gaming)